# Joanna David
Joanna David, nata Joanna Elizabeth Hacking (Lancaster, 17 gennaio 1947), è un'attrice britannica.

## Vita privata
Dal 1971 è legata sentimentalmente all'attore Edward Fox, con il quale si è sposata nel 2004. La coppia ha avuto due figli: Emilia Fox, nata nel 1974, e Frederick "Freddie" Fox, nato nel 1989.

## Filmografia parziale

### Cinema
- Sleepwalker, regia di Saxon Logan (1984)
- Comrades - Uomini liberi (Comrades), regia di Bill Douglas (1986)
- Rogue Trader, regia di James Dearden (1999)
- Prendimi l'anima, regia di Roberto Faenza (2002)
- Le valigie di Tulse Luper - La storia di Moab (The Tulse Luper Suitcases, Part 1: The Moab Story), regia di Peter Greenaway (2003)
- Incontrerai l'uomo dei tuoi sogni (You Will Meet a Tall Dark Stranger), regia di Woody Allen (2010)
- Letters from Baghdad, regia di Sabine Krayenbühl e Zeva Oelbaum (2016)
- Another Mother's Son, regia di Christopher Menaul (2017)
- The Cleansing Hour, regia di Damien LeVeck (2019)
- Kat and the Band, regia di E.E. Hegarty (2019)

### Televisione
- The Last of the Mohicans - serie TV, 8 episodi (1971)
- Guerra e pace (War & Peace) - serie TV, 13 episodi (1972-1973)
- Ballet Shoes - serie TV, 6 episodi (1975)
- Jackanory - serie TV, 19 episodi (1980-1982)
- Anna Karenina - film TV (1985)
- First Among Equals - serie TV, 10 episodi (1986)
- Istantanea di un delitto (Miss Marple: 4.50 from Paddington) - film TV (1987)
- L'ispettore Barnaby (Midsomer Murders) – serie TV, episodi 1x02-14x07 (1998-2011)
- Miss Marple (Agatha Christie's Marple) – serie TV, episodio 6x02 (2013)
- Delitti in Paradiso (Death in Paradise) – serie TV, episodio 3x08 (2014)